# نمر باقر النمر
نِمَر باقر النمر (زادهٔ ۲۱ ژوئن ۱۹۵۹ عوامیه – درگذشتهٔ ۲ ژانویه ۲۰۱۶) یک فقیه شیعه عربستانی بود که در پی اعتراضات شیعیان عربستان در سال ۲۰۱۲ بازداشت شد و در روز چهارشنبه ۱۶ اکتبر ۲۰۱۵ دادگاه جنایی عربستان سعودی به دلیل اقدام علیه امنیت ملی و محاربه، به «اعدام با شمشیر و به صلیب کشیده شدن در انظار عمومی» محکوم و در ۲ ژانویه ۲۰۱۶ اعدام شد. اعدام او سبب واکنش گستردهٔ منفی در منطقه و سازمان‌های مستقل بین‌المللی شد.
روز یکشنبه ۲۵ اکتبر ۲۰۱۵، دادگاه عالی عربستان و محمد بن نایف ولیعهد سابق عربستان حکم اعدام سریع و بدون هشدار قبلی نمر را صادر کردند.

## تبار

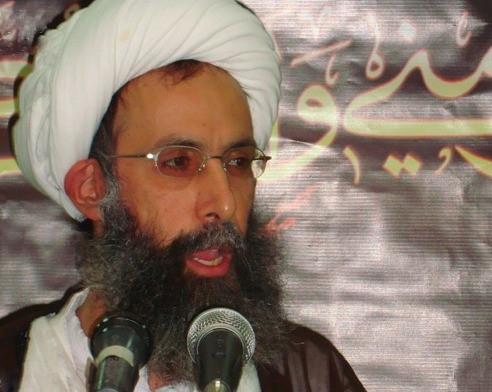

نمر باقر النمر از خاندان نمر بن عائد بن عصیفان است که چند قرن پیش از نجد به عوامیه مهاجرت کرده‌است. محمد النمر از مجتهدان معروف این خاندان است.

## زندگی
باقر در سال ۱۳۷۹ قمری، مصادف با ۱۹۵۹ میلادی، در شهر «العوامیه» در شرق عربستان به دنیا آمد.
همسر النمر منی الصفوانی کارمند اداره گذرنامه وابسته به وزارت کشور بود که حین درمان به خرج دولت در آمریکا درگذشت. او سه فرزند دارد که با برنامه بورسیه خادم الحرمین الشریفین در آمریکا مشغول به تحصیل در مهندسی مکانیک، داروسازی و حقوق هستند.

## تحصیلات و استادان
او تحصیلات مقدماتی خود را در شهر العوامیة به پایان رساند و در سال ۱۴۰۰ هجری قمری مصادف با ۱۹۸۹ میلادی به ایران مهاجرت کرد تا در تهران در حوزه علمیه به نام «حضرت قائم» حضور پیدا کند که در همان سال توسط سید محمدتقی مدرسی در تهران تأسیس شده بود. وی پس از ۱۰ سال تحصیل در آن حوزه به سوریه برگشت و در حوزه علمیه به نام « «حضرت زینب»» برای ادامه تحصیلات حوزوی و علوم دینی نام نوشت به تحصیل پرداخت. وی دوره کتاب‌های اصولی از جمله «اصول الفقه» محمدرضا مظفر، «رسائل» شیخ انصاری و «کفایة» آخوند خراسانی را گذراند و در فقه نیز «اللمعة الدمشقیة» نوشته شمس الدین محمد بن مکی، «جامع المدارک» سید احمد خوانساری، «مکاسب» شیخ انصاری و «مستمسک العروة الوثقی» سید محسن حکیم و دیگر کتاب‌های فقهی را مطالعه کرد.
تعدادی از استادان وی در تهران و سوریه شامل:
- بحث خارج نزد سید محمدتقی مدرسی در تهران
- بحث خارج نزد سید عباس مدرسی در سوریه
- بحث خارج نزد محمد طاهر شبیری خاقانی در سوریه
- دروس عالیه نزد صاحب الصادق در تهران
- درس لمعه نزد وحید افغانی
- اخلاق نزد سید صادق شیرازی در قم

وی اجازه تدریس در مراکز علوم دینی و مذهبی را پیدا کرد؛ و چند سالی اداره حوزه علمیه به نام «حضرت قائم» در تهران و سوریه را برعهده داشت و پس از بازگشت به عربستان مرکز مذهبی الإمام القائم را نیز در العوامیة تأسیس کرد.

## اقدامات
باقر از معروف‌ترین مدرسان علوم مذهبی و دینی در حوزه‌های علمیه بود که در حوزه‌های علمیه ایران و سوریه به تدریس کتاب‌هایی همچون کتاب «اللمعة الدمشقیة» و کتاب «جامع المدارک» و «مستمسک عروة الوثقی» و «الحلقات» سید محمدباقر صدر پرداخته‌است.
وی پس از بازگشت به عربستان، مرکز مذهبی «الإمام القائم» را در شهر العوامیه تأسیس کرد که سنگ‌بنای «مرکز اسلامی» در سال ۱۴۲۲ هجری قمری مصادف با ۲۰۱۱ میلادی بود.

نمر النمر که در شرق عربستان زندگی می‌کرد در سخنرانی خود در فوریهٔ سال ۲۰۰۹ به مقامات سعودی هشدار داد که اگر شأن و حیثیت ما به ما بازگردانده نشود، من شیعیان را به جدایی از عربستان فرا می‌خوانم. کرامت ما مهم‌تر از تمامیت کشور است.
نمر در تابستان ۲۰۰۷ میلادی طرح دادخواست عزت و کرامت برای احقاق منصفانه حقوق شهروندان عربستان سعودی ارائه کرده بود.

## موضع‌گیری‌ها
وی در انتقاد از دولت عربستان در یک سخنرانی گفت: اگر یک کشور خارجی مسئول اعتراض‌های شیعیان است، چرا به آن کشور حمله نمی‌کنید؟ چرا به ما بدبخت‌ها حمله می‌کنید؟ به مسئول اصلی و اگر منظورتان ایران است، به ایران حمله کنید و ببینید چقدر توانش را دارید؟
به نقل از بی‌بی‌سی، نظام حکومتی ایده‌آل از نظر نمر چیزی مشابه نظام جمهوری اسلامی ایران بود و او از «ولایت فقیه» در کنار انتخابات دفاع می‌کرد. او گفته بود پایگاه مردمی حکومت ایران آن را تقویت کرده و مانع از آن شده که آمریکا بتواند به ایران حمله کند. او نقش علی خامنه‌ای در سیاست ایران را ستایش می‌کرد و از جمله گفته بود که او «اصلاح‌طلب‌تر از اصلاح طلبان است.» در عین حال یک سند فاش شده از مکاتبات سفارت آمریکا در ریاض نشان می‌دهد که او معتقد بوده مواضعش، از جمله دربارهٔ ایران، به درستی منعکس نمی‌شود و تأکید داشته که ارزش‌هایی چون عدالت و آزادی برایش نسبت به سیاست هویتی و دفاع صرف از شیعیان اولویت دارند

## دستگیری و محکومیت
نخستین بازداشت نمر در مهٔ ۲۰۰۶ رخ داد. وی در بازگشت از بحرین و به دلیل مشارکت در همایشی بین‌المللی دربارهٔ قرآن کریم از سوی نیروهای امنیتی رژیم سعودی بازداشت شد.
در اتهام نمر چنین آمده بود: «وی از حکومت عربستان خواسته‌است به وضعیت قبرستان بقیع رسیدگی کرده، مذهب تشیع را به رسمیت شناخته و شیوه‌های آموزشی و درسی کنونی حاکم بر عربستان را تغییر داده یا لغو کند.»
بازداشت دوم، در ۲۳ اوت ۲۰۰۸ میلادی رخ داد.
نمر آل نمر در ۱۱ ژوئیه ۲۰۱۳ در اثر حملهٔ مسلحانهٔ نیروهای امنیتی دستگیر و به مکان نامعلومی انتقال داده شد.
در نوامبر ۲۰۱۴، حکم اعدام نمر از جانب دادگاه ویژهٔ جزایی عربستان سعودی اعلام شد و وی، محکوم به مرگ از طریق گردن زدن با شمشیر شد.
محمدرضا نقدی در واکنش به این حکم اعلام کرده‌است: «اگر نمر اعدام شود، عربستان را به جهنم تبدیل می‌کنیم.»
حکم اعدام نمر، توسط عبدالله بن عبدالعزیز، پادشاه سابق سعودی، تا اطلاع ثانوی، به تعویق افتاده بود.
سخنرانی وی که به قولی همان موجب اعدامش گردید شامل مواردی است در آن از مرگ ولیعهد عربستان اظهار خوشحالی می‌کند: «قرآن کریم آیه‌ای دارد که می‌گوید روزی که در آن مؤمنان خوشحال می‌شوند، ما چگونه از مرگ نایف (نایف بن عبدالعزیز، ولیعهد سابق عربستان) خوشحال نشویم. چگونه از مرگ کسی که فرزندانمان را به زندان برد خوشحال نشویم. کسی که باعث ایجاد رعب و وحشت شده بود چگونه از مرگش خوشحال نشویم. خدا را شکر می‌گوییم و ان‌شاءالله که عمر همه آنها، آل سعود و آل خلیفه، یکی پس از دیگری گرفته شود»
او در بخشی دیگر از سخنانش ملک سلمان را با یزید مقایسه و او را لعنت می‌کند: «یزید هم اگر بود همین سخنان ملک سلمان را می‌گفت و راه او را می‌رفت. این ملت ستم دیده تا اسقاط آل سعود از پای نخواهد نشست… ما مرغ و گوسفند ملک سلمان نیستیم که هر گونه بخواهد برای ما حکم کند … ما هرگز ساکت نخواهیم شد و از مقاومت خود دست نخواهیم کشید… خداوند ملک سلمان و یزید را لعنت کند»

### تظاهرات شیعیان عربستان برای آزادی وی
شیعیان عربستان با برگزاری تظاهرات گسترده در شهر قطیف تحت عنوان یوم النمور، آزادی نمر باقر النمر را خواستار شدند.
هزاران تن از شیعیان قطیف در شرق عربستان سعودی در مراسم تشییع جنازهٔ مردی شرکت کردند که مخالفان دولت می‌گویند توسط پلیس و در جریان تظاهراتی در اعتراض به دستگیری نمر باقر النمر، روحانی برجستهٔ شیعه کشته شده‌است.

## خروج چهارمین گلوله از پای نمر باقر النمر
سرانجام بعد از دو سال و نیم با عمل جراحی، چهارمین گلوله از پای وی بیرون آورده شد. او طی دو سال و نیم گذشته بازداشت و به ضرب گلولهٔ نیروهای دولتی عربستان سعودی زخمی شده بود.

## دادگاه تجدید نظر
در ۴ مارس ۲۰۱۵ دادگاه تجدید نظر وی را به اتهام «حمل سلاح، تحریک به اختلافات طایفه‌ای و اطاعت نکردن از ولی امر» به اعدام محکوم کرد. دادگاه تجدید نظر، اتهامات مطرح شده علیه نمر با حکم صادر شده از سوی دادگاه پیشین وی (دادگاه بدوی) که «محاربه» بود را متناسب ندانست و اعلام کرد که «قتل تعزیری» یا همان اعدام با جرم‌های ارتکابی از سوی متهم متناسب است. برادر نمر خبرهای منتشر شده مبنی بر اینکه حکم اعدام نمر النمر از سوی دادگاه تجدید نظر عربستان تأیید شده را تکذیب کرد. اما در نهایت بدست سعودی‌ها در ۲ ژانویه ۲۰۱۶ اعدام شد.

## اجرای حکم اعدام
نمر در بامداد روز شنبه ۱۲ دی ۱۳۹۴ برابر ۱۴۳۷ قمری برابر ۲ ژانویه ۲۰۱۶ اعدام شد.
اعدام نمر واکنش منفی در ایران مقامات سیاسی و چهره‌های برجستهٔ شیعی و مراجع تقلید از جمله آیت الله خامنه ای، سید صادق شیرازی سید صادق روحانی، وحید خراسانی، صافی گلپایگانی، شبیری زنجانی و عراق (ازجمله مقامات و چهره‌های مذهبی مثل سید علی سیستانی و مقتدا صدر و رهبران بسیج مردمی عراق) و فلسطین و حزب‌الله و دیگر گروه‌های شیعهٔ لبنان و در میان شیعیان بحرین و شیعیان عربستان و انصارالله یمن و شیعیان پاکستان و حتی شیعیان هند (در کشمیر) و مردم ترکیه و برخی مقامات کشورهای فرانسه و آلمان و انگلیس و ایالات متحدهٔ آمریکا و نیز اتحادیه اروپا و نیز نهادهای بین‌المللی مثل سازمان ملل و دیدبان حقوق بشر و عفو بین‌الملل (که دادگاه را «نمایشی» و حکم را با اهداف سیاسی خواندند) در پی داشت.
همچنین به دلیل حمله تعدادی از معترضان در مشهد و تهران به سفارت عربستان، حکومت سعودی با جمهوری اسلامی قطع رابطه کرد. بسیاری از نهادهای حکومتی و نظامی ایران حمله به سفارت عربستان را محکوم کردند و این حمله را به افراد خود سر و حتی نفوذی‌های کشور عربستان نسبت دادند.

## نامگذاری خیابان
در روز ۱۳ دی ۱۳۹۴، اعضای شورای اسلامی شهر تهران در پی اعدام نمر، خیابان بوستان در منطقه نیاوران را که سفارت عربستان سعودی در تهران در آن‌جا واقع شده‌است، را در روز بعد از اعدام وی، به نام «شیخ نمر باقر النمر» نام‌گذاری کردند. هم‌چنین شورای اسلامی شهر مشهد، خیابان سجاد را که کنسول‌گری عریستان سعودی در آن‌جا واقع شده‌است را به نام نمر تغییر نام داد. چنان‌که خیابان‌هایی نیز در شیراز، خرم‌آباد و تبریز و قم هم به اسم نمر نامگذاری شدند. چند روز پس از نامگذاری خیابان بوستان تهران به خیابان شهید نمر، وزارت خارجه دولت روحانی به این اقدام عکس‌العمل نشان داده و مخالفت خود را با آن ابراز داشت. وزارت خارجه خواهان بازگشت نام قبلی خیابان بدان است.
در فروردین ۱۴۰۲، تابلوی نمر باقر النمر از خیابان محل کنسولگری عربستان در مشهد پایین کشیده شد.

## کتاب زندگینامه
- تقریباً یک ماه بعد از اعدام نمر، در صنعای یمن کتابی با عنوان «شیخ الشهداء شهید العزة والکرامة» در ۲۰۵ صفحه توسط هیئة الرسول الأعظم (ص) صنعاء منتشر شد.[۶۱]
- چنان‌که ده روز قبل از آن کتابی به زبان عربی مختصر در ۶۶ صفحه با نام «شهید الکرامة» در کربلا توسط الحرکة الرسالیة منتشر شد[۶۲] که وابسته به دفتر سید محمدتقی مدرسی می‌باشد.
- همچنین در ایران نیز کتابی به فارسی از محمدعلی نجفی در ۲۵۶ صفحه پیرامون نمر در دست انتشار است.[۶۳]
- نزار حیدر، نویسنده عراقی، نیز کتابی مختصر که شامل چند مقاله وی پیرامون نمر است را به صورت کتاب الکترونیکی در اوایل اسفند ۹۴ منتشر ساخت،
- همان گونه که سید اثیر الموسوی نیز کتابی با نام نمر الحجاز، در ۲۲۷ صفحه در اسفند ۹۴ منتشر ساخت.[۶۴]